# 或る夜の殿様
『或る夜の殿様』（あるよのとのさま）は、1946年（昭和21年）7月11日公開の日本映画である。東宝製作・配給。監督は衣笠貞之助、主演は長谷川一夫。モノクロ、スタンダード、112分。
衣笠の戦後第1作。明治時代の箱根温泉宿を舞台に鉄道建設の利権争いを描いたコメディ映画で、長谷川、大河内傳次郎、山田五十鈴、高峰秀子、藤田進など東宝スターが総出演した。お盆興行に封切られて大ヒットし、第1回毎日映画コンクールで日本映画大賞を受賞した。

## スタッフ
- 演出：衣笠貞之助
- 製作：清川峯輔
- 脚本：小国英雄
- 撮影：河崎喜久三
- 音楽：鈴木静一
- 美術：久保一雄
- 録音：空閑昌敏
- 音響監督：園田芳竜
- 照明：横井総一
- 編集：後藤敏男
- 特撮効果：円谷英一

## キャスト
- 書生：長谷川一夫
- 書生節の男：藤田進
- 江本逓信大臣：大河内傳次郎
- 旅館の女中おみつ：山田五十鈴
- 越後屋の娘妙子：高峰秀子
- おくま：飯田蝶子
- 山崎の妻里野：吉川満子
- 北原虎吉：志村喬
- 菅沼仁太郎：菅井一郎
- 波川三右衛門：清川荘司
- 巡査関川大之進：河野秋武
- 越後屋喜助：進藤英太郎
- 山崎勝五郎：清水将夫
- 秘書池田信正：北沢彪
- 中久保男爵：中村哲
- 小倉健三：浅田健三
- 藤島組：深見泰三
- 福本重兵衛：鬼頭善一郎
- 巡査後藤：永井柳太郎
- 掃除人：横山運平
- 番頭：沢井三郎
- 給仕頭：大倉文雄
- 井上直文：石島房太郎
- 木村正雄：江藤勇
- 巡査前田：勝本圭一郎
- 髪結おたつ：清川玉枝
- おきく：花岡菊子
- おしげ：矢の島ひで子
- 給仕女：谷間小百合、中北千枝子
- 綾子：三谷幸子

## 受賞
- 第20回キネマ旬報ベスト・テン 第3位
- 第1回毎日映画コンクール
  - 日本映画大賞
  - 大衆賞

## テレビドラマ化
1961年（昭和36年）4月30日、TBSテレビの『東芝日曜劇場』（21:30-22:30）で放送された。
キャスト
- フランキー堺
- 市川段四郎
- 森光子
- 大空真弓
- 上田吉二郎
- 荒木道子
- 松本染升
- 殿山泰司
- 桑山正一
- 小沢重雄